# خوسيه سيلفا
خوسيه سيلفا (بالإنجليزية: José Silva)‏ هو كاتب أمريكي، ولد في 11 أغسطس 1914 في لاريدو في الولايات المتحدة، وتوفي بنفس المكان في 7 فبراير 1999.

## وصلات خارجية
- الموقع الرسمي